# Falcon Lake Estates
Falcon Lake Estates – jednostka osadnicza w Stanach Zjednoczonych, w stanie Teksas, w hrabstwie Zapata.